# 聖チェチリアの法悦 (カヴァッリーノ)
『聖チェチリアの法悦』（せいチェチリアのほうえつ、伊: Santa Cecilia in estasi、英: The Ecstasy of St Cecilia）は、イタリアのバロック期のナポリ派の画家ベルナルド・カヴァッリーノが画業最盛期の1645年にキャンバス上に油彩で制作した絵画である。署名に加え、カヴァッリーノの作品には珍しく年記が記されており、彼の作品中で重要なものとなっている。カヴァッリーノがナポリのサンタントニオ・ダ・パドヴァ聖堂のために描いた同主題の『聖チェチリアの法悦 (最終作)』 (公共の場所のために画家が描いた唯一の作品) の雛形として描かれた。本作はこの聖堂の聖具室にあったもので、1841年以降にブルボン家の王室コレクションに入り、現在、最終作とともにナポリのカポディモンテ美術館に所蔵されている。

## 主題
聖チェチリアは音楽の守護聖女である。3世紀の古代ローマ時代に生きた聖チェチリアは、神に身を捧げる若い女性であった。彼女は、ワレリアンと結婚した日に彼を真の信仰へと改宗させ、貞節な結婚へと導いた。ヤコブス・デ・ウォラギネの『黄金伝説』によると、彼女は西暦200年にわずか23歳で夫とともに殉教した。後世、彼女には音楽に身を捧げたというイメージが加わり、絵画では中世に流行したオルガンとともに描かれることが多い。

## 作品

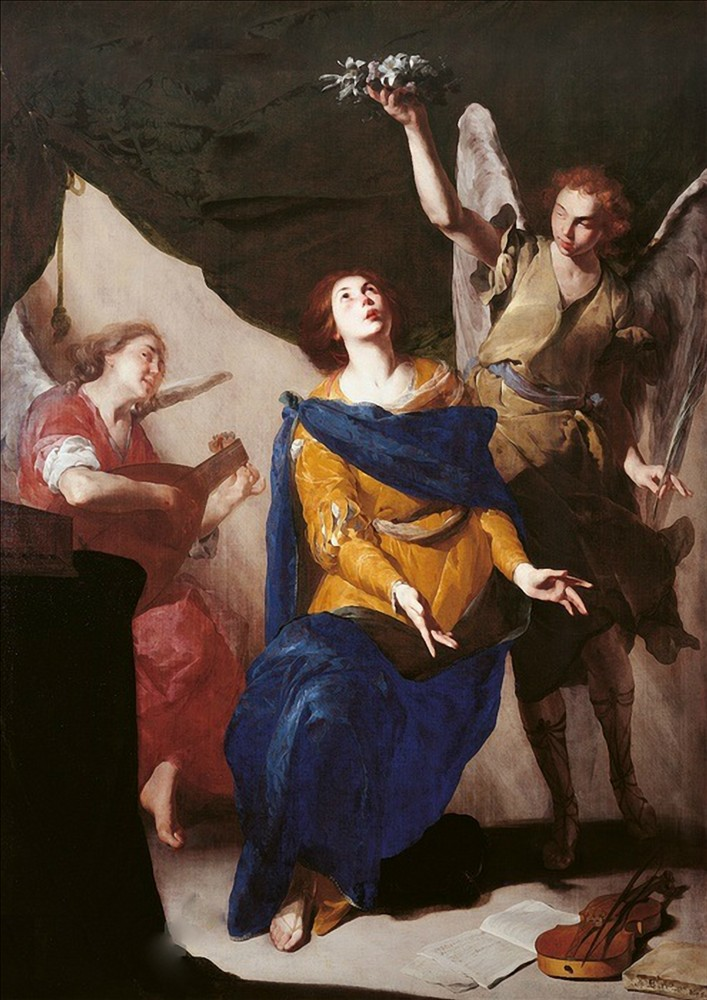
ベルナルド・カヴァッリーノ『聖チェチリアの法悦 (最終作)』 (1645年)、207.5 cm x 157 cm、カポディモンテ美術館、ナポリ

本作では、法悦する聖チェチリアに天使がユリとバラの花冠を授け、殉教の勝利を象徴している。右前景のヴァイオリンや左奥の天使が奏でるマンドリンは、オルガン同様に聖チェチリアのアトリビュート (人物を特定する事物) となっている。かつて、サンタントニオ・ダ・パドヴァ聖堂の聖具室でこの絵画を目にしたナポリの伝記作者ベルナルド・デ・ドミニチは、そこに最終作以上に高い質を見出した。現代の研究者たちは、とりわけ黄金色の袖のついた絹布の衣服、見事な青色の織物のマントを羽織った聖女の優雅さや愛らしさ、そして彼女と天使のきわめて親密な姿勢に注目している。
本作は、カヴァッリーノがより自然主義的な青年期の段階を脱し、念入りで繊細な絵画効果を求めるようになった時期に制作された。この作風は、ジョヴァンニ・ベネデット・カスティリオーネの作品を通じてナポリにもたらされ、当時流行したヴェネツィア派的な表現の影響によるものであった。青年期に比べ優美な配色は素早い白色のタッチにより生気を与えられ、柔らかな光を描き出している。この配色は、カヴァッリーノにアルテミジア・ジェンティレスキやシモン・ヴーエの作品の知識があったことを示している。
個々の人物やその引き伸ばされた身体、優美や仕草を描き出す非常に流麗な筆致は、ドイツの画家ヨハン・ハインリッヒ・シェーンフェルトのいくつかの人物像を想起させる。シェーンフェルトは長い間ナポリに滞在し、いろいろな画家たちと影響を与え合ったが、カヴァッリーノとも親交を結んでいたのである。